# 助色団
助色団（英語：auxochrome）は、発色団に接続され発色団が光を吸収する能力を変更する原子団。英語auxochromeは、古代ギリシア語のαὐξάνω（増やす）とχρῶμα（色）に由来する。助色団自体は色を作り出さないが、有機化合物の発色団とともに存在すると色素原の色を強くする。例としてはヒドロキシ基(−OH)、アミノ基(−NH2)、アルデヒド基(−CHO)、メチルメルカプタン基(−SCH3)がある。
助色団は発色団に接続されたときに1つ以上の孤立電子対を持つ原子の官能基であり、吸収の波長と強度をともに変える。これらが発色団のπ系と直接共役である場合、光が吸収される波長を大きくし、結果として吸収を強めることがある。これら助色団の特徴は、共鳴により共役系を拡張しているとみなすことができる少なくとも1つの孤立電子対の存在である。

## 発色団への効果
有機化合物の色を増やす。例えば、ベンゼンは発色団を持たないため色を示さないが、ニトロベンゼンは発色団として作用するニトロ基(−NO2)が存在するため淡黄色を示す。しかし、p-ヒドロキシニトロベンゼンでは−OH基が助色団として作用するため濃い黄色を示す。このとき助色団(−OH)が発色団(−NO2)と共役する。赤色のアゾベンゼンでも同様の振る舞いが見られるが、p-ヒドロキシニトロベンゼンは濃い赤色である。
染料を作るには色素原分子に助色団が存在することが不可欠である。しかし、助色団が発色団のメタ位置に存在する場合、色に影響しない。
助色団は深色シフトを生成する化合物として知られており、吸収の波長を増加させて赤外光に近づくため、赤色シフトとしても知られている。ウッドワード・フィーザー則は、有機分子の共役系に接続したいくつかの助色団の最大吸収波長のシフトを推定する。
助色団は、染料が着色される物に結合するのを助ける。助色団の電離は結合を助け、塩基性物質が酸性の染料を使用するのはこの理由によるものである。

## 色の変化の説明
分子は特定の周波数の色のみを吸収し、他の周波数を反射または透過するため、色を示す。これらは様々な周波数の光を吸収および放出することができる。自然周波数に非常に近い周波数の光波は容易に吸収される。共鳴と呼ばれるこの現象は、分子が分子内の電子の運動の周波数と同じ特定の周波数の放射線を吸収できることを意味する。発色団は分子の一部であり、2つの異なる分子軌道間のエネルギー差が可視光スペクトルの範囲内にあるため、可視光から特定の色を吸収する。したがって、分子に色がついて見える。助色団が分子に結合しているとき、発色団の自然周波数が変化し、色が変化する。異なる助色団は発色団に異なる効果をもたらし、これがスペクトルの他の部分からの光の吸収を引き起こす。通常、色を強める助色団が選ばれる。

## 分類
助色団は大きく2つに分けられる。
- 酸性: −COOH、−OH、−SO3H
- 塩基性: −NH2、−NHR、−NR2